# جان ماروین (ملوان)
جان ماروین (انگلیسی: John Marvin; ۱۷ اکتبر ۱۹۲۷ – ۲۲ ژوئن ۱۹۸۰) قایقران قایق بادبانی اهل ایالات متحده آمریکا بود.